# Cuyuja

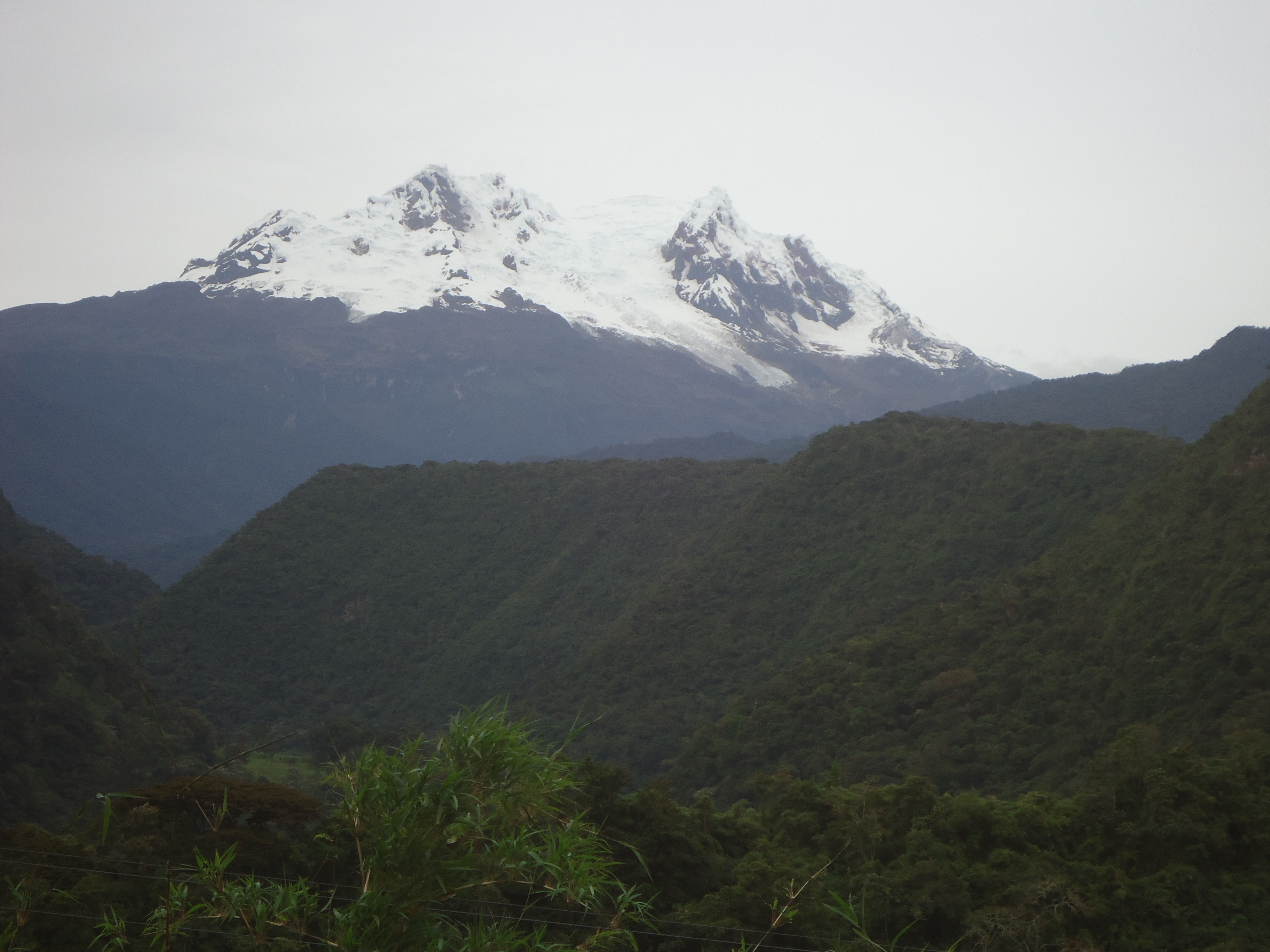
Blick von Cuyuja zum Vulkan Antisana

Cuyuja ist eine Ortschaft und eine Parroquia rural im Kanton Quijos der ecuadorianischen Provinz Napo. Die Parroquia besitzt eine Fläche von 316 km². Die Einwohnerzahl lag im Jahr 2010 bei 614, im Jahr 2019 bei 654. Die Parroquia Cuyuja wurde am 7. Februar 1963 gegründet.

## Lage
Der 2400 m hoch gelegene Ort Cuyuja liegt 16 km westnordwestlich vom Kantonshauptort Baeza sowie 57 km ostsüdöstlich der Hauptstadt Quito an der Fernstraße E20 (Quito–Puerto Francisco de Orellana). Die Parroquia liegt in der Cordillera Real. Der Río Papallacta, ein linker Nebenfluss des Río Coca (im Oberlauf auch Río Quijos), durchfließt das Areal in östlicher Richtung. Der Río Quijos fließt entlang der südlichen Verwaltungsgrenze nach Osten. Im südlichen Teil der Parroquia erhebt sich der 5758 m hohe Vulkan Antisana. Dessen Ostseite liegt innerhalb des Verwaltungsgebietes.
Die Parroquia Cuyuja grenzt im Westen an die Parroquia Papallacta, im Nordosten an die Parroquias Oyacachi und Sardinas (beide im Kanton El Chaco), im Osten an die Parroquia San Francisco de Borja, im Südosten an die Parroquia Baeza, im Süden an die Parroquia Cosanga sowie im Südwesten an die Parroquia Cotundo (Kanton Archidona).

## Ökologie
Offenbar befinden sich 90 Prozent der Verwaltungsgebietes in einem Schutzgebiet. Der Norden der Parroquia liegt innerhalb des Nationalparks Cayambe Coca, der Süden innerhalb des Nationalparks Antisana.